# Ebrei del Papa

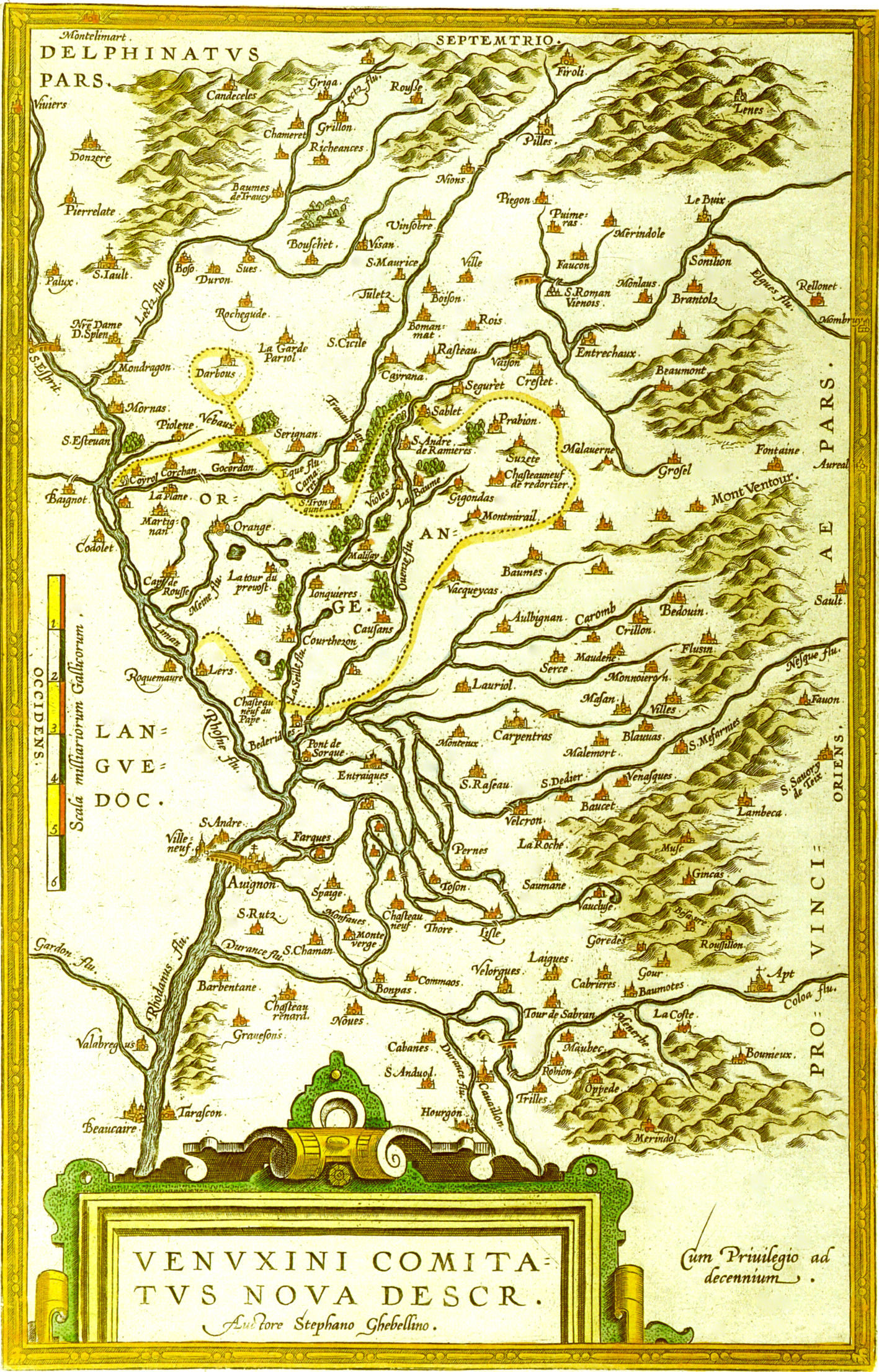
Prima cartina del Contado Venassino di Stefano Ghebellino (verso il 1580)

Gli ebrei del Papa o ebrei contadini (o meglio ebrei del Contado) (in francese rispettivamente Juifs du Pape e Juifs comtadins), erano gli ebrei che abitavano il Contado Venassino. Nel medioevo, allorché gli ebrei venivano perseguitati o espulsi dalla Francia, in particolare sotto il regno di Filippo il Bello, lo stato pontificio si mostrava relativamente più tollerante nei loro riguardi. Il Contado Venassino, corrispondente pressappoco alla parte occidentale della Vaucluse, era un possedimento papale dal 1274. Così nelle città locali (Avignone, Orange, Carpentras, Valréas, ecc.) si è potuta sviluppare una comunità ebraica notevole che sarà la più antica di Francia.

## Storia

### Origine
Dopo la storia antica, la presenza ebraica è attestata a Marsiglia e nella Valle del Rodano. In epoca romana già esistevano delle comunità attive, ma è probabile che queste non fossero esclusivamente composte da ebrei esiliati ma anche da gallo-romani convertiti.
Il 27 marzo del 1247, mercoledì della settimana santa, una fanciulla cristiana venne trovata morta a Valréas. Questo evento diede luogo a una delle prime accuse del sangue contro gli ebrei. Gli ebrei di Valréas vennero immediatamente arrestati, torturati e bruciati sul rogo. Successivamente, anche altri ebrei della regione finirono per essere perseguitati, tanto da richiedere l'intervento di papa Innocenzo IV per poter fermare questa fiammata di antisemitismo.
Il Contado Venassino venne ceduto al papa dal re di Francia Filippo l'Ardito, il 27 gennaio 1274. Nonostante due espulsioni temporanee di ebrei, nel 1302 e nel 1322, il Contado costituirà d'ora in poi un rifugio per gli ebrei cacciati dal regno di Francia.

### I papi e gli Ebrei del Contado
La presenza ebraica è attestata a Carpentras almeno dal 28 febbraio del 1276, secondo i "ruoli d'imposta" (rôles d'impôts) di questo periodo.
La tolleranza dei papi permise agli ebrei del Contado di risiedervi senza essere infastiditi e a molti ebrei di Francia di sfuggire alle persecuzioni di cui erano vittime. Tuttavia, a partire dalla fine del XVI secolo, furono obbligati a sistemarsi all'interno di una delle quattro carrière(ghetti) del contado. Queste erano le Arba Kehilot, le quattro comunità sante d'Avignone, di Carpentras, di Cavaillon e dell'Isle-sur-la-Sorgue.
Nel 1322, papa Giovanni XXII fece espellere gli ebrei di Avignone e del Contado, i quali si rifugiarono nel Delfinato e nella Savoia. Per agevolare l'espulsione, il papa giudicò utile e necessario abbattere le sinagoghe di Bédarrides, Bollène, Carpentras, Le Thor, Malaucène, Monteux e Pernes. Questa espulsione fu di breve durata poiché lo stesso papa, nel 1326, all'epoca del concilio d'Avignone, richiese che i ragazzi ebrei a partire dall'età di quattordici anni portassero un distintivo giallo (rouelle), mentre le ragazze da dodici anni in poi erano obbligate a indossare un velo distintivo (la cornalia o cornu).

### Lecarrière
Nel 1394, gli ebrei furono definitivamente espulsi dal regno di Francia. Nel Contado Venassino gli ebrei potevano continuare a risiedere ma solo rispettando una serie di condizioni : 
- indossare un cappello di colore giallo,
- risiedere obbligatoriamente in una carrière ("carriero" in provenzale), vale a dire un quartiere delimitato da strade, chiuso ogni sera,
- pagare tasse supplementari,
- assistere periodicamente a prediche che avevano lo scopo di richiamare alla conversione, ecc.

All'inizio del XVI secolo, gli ebrei vennero espulsi dalla Provenza e molti si rifugiarono nel Contado.
Gli ebrei del papa non erano molto numerosi: 500 tra Avignone e Carpentras intorno all'anno 1600. Per quanto riguarda la carrière dell'Isle-sur-la-Sorgue, essa era istituita in un vicolo cieco di 2500 m2. In queste carrière, le case arrivavano ad essere di 4-5 piani, onde poter guadagnare più spazio, a scapito della solidità: ad Avignone, nel 1314, una casa in cui si stava festeggiando un matrimonio crollò, causando la morte di 23 persone.   
Thomas Platter ci descrive la carrière di Avignone nel 1595 come una strada chiusa ai due lati. Egli segnala che la maggior parte degli ebrei erano sarti, mentre nel medioevo le loro professioni non si distinguevano da quelle degli altri avignonesi. Alcuni erano medici o anche agricoltori. La sinagoga era una specie di cantina. Gli ebrei non potevano uscire dalla carrière se non di giorno, vestiti con abiti particolari e indossando un cappello giallo.
La ripetizione nel corso dei secoli di misure restrittive sembra indicare che esse fossero in realtà poco applicate. Gli "ebrei del papa", come erano chiamati, parevano avere di fatto buone relazioni con i loro concittadini cristiani.
Si sviluppò così un ebraismo "contadino" originale, non appartenente né alla corrente sefardita (di origine spagnola, riscontrabile nelle regioni del bacino del mediterraneo e nel sud-ovest della Francia), né a quella aschenazita (dell'Alsazia-Lorena e dell'Europa centrale e orientale). Esso era caratterizzato da un'organizzazione di comunità molto strutturate, da una totale endogamia e da un rituale proprio. Questi ebrei parlavano lo shuadit, un dialetto ebraico provenzale.

### Lo sviluppo
Nel corso del XVIII secolo, la situazione economica degli ebrei andò migliorando. I "contadini" (comtadins) viaggiavano in tutto il Mezzogiorno della Francia, alcuni dei quali si stabilirono in modo semi-permanente a Nîmes, Montpellier, ecc. L'uso del francese si allargò. Nel 1741 venne costruita la sinagoga di Carpentras, attualmente la più antica della Francia. Testimone di questa nuova prosperità è la sala di preghiera, capolavoro di fabbricazione e decorazione all'italiana. Al contrario, la vita quotidiana difficilmente rifletteva l'arricchimento degli ebrei del papa, i quali non erano autorizzati a stabilirsi fuori dalle carrière super-affollate con case di sei o sette piani, che apparivano agli occhi dei visitatori arrivati a Carpentras come dei veri grattacieli. Fu solo nel 1784 che una caffetteria di Carpentras venne autorizzata a ricevere gli ebrei.

### Dalla rivoluzione ai giorni nostri
La rivoluzione francese, con l'annessione alla Francia di Avignone e del Contado Venassino, segnò per gli ebrei una vera liberazione. Nonostante un'opposizione (poco virulenta, del resto) di alcuni, gli ebrei del papa diventarono cittadini francesi. In pochi anni le carrière si svuotarono. Gli ebrei prendevano parte attiva agli avvenimenti rivoluzionari, in modo particolare a Nîmes, disperdendosi in tutte le grandi città del Mezzogiorno, fino a Parigi.
Dopo circa un secolo e mezzo, le comunità di Avignone e di Carpentras ritrovarono nuovo vigore a cominciare dal 1962, con l'arrivo degli ebrei rimpatriati dall'Algeria. La sinagoga di Carpentras, ricostruita nel XVIII secolo su fondazioni del XIV secolo, è la più antica della Francia attualmente in servizio.

## Ebrei contadini celebri
Mentre gli ebrei contadini (comtadins) non hanno svolto un grande ruolo nella storia dell'ebraismo, i loro discendenti  diedero alla Francia, tra gli altri, lo scrittore e massone Marc Bédarride (1776-1846), Alfred Naquet (membro del governo della rivoluzione del 1848), Adolphe Crémieux (uomo politico, a cui dobbiamo il decreto Crémieux che concederà la nazionalità francese agli ebrei d'Algeria), lo scrittore Armand Lunel e il suo amico il compositore Darius Milhaud, il direttore d'orchestra Pierre Monteux e lo storico Pierre Vidal-Naquet.
Lo scrittore Bernard Lazare, il quale fu il primo a impegnarsi nella difesa del capitano Dreyfus, ben prima di Zola, era nato a Nîmes e discendeva, secondo la tradizione familiare, per parte di madre, da un "tesoriere del papa" di Avignone (secondo la biografia scritta da Jean-denis Bredin).

## Altro
I lavori del professore René Moulinas hanno contribuito fortemente a far conoscere la presenza ebraica nelle terre cisalpine del Papa.